# Cataclysme dissimilata
Cataclysme dissimilata là một loài bướm đêm trong họ Geometridae.